# Mądry Hans

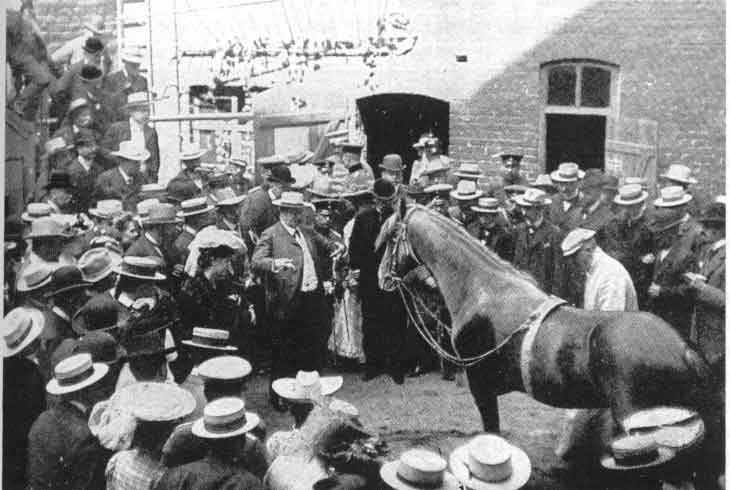
Mądry Hans

Mądry Hans (niem. Kluger Hans) – koń, który był uważany za inteligentnego i potrafiącego porozumiewać się z ludźmi. Miał także posiadać nadzwyczajne zdolności matematyczne oraz językowe. Przez kilka lat nikt nie potrafił obalić tezy o inteligencji konia. Dopiero zastosowanie nowoczesnych (jak na pocz. XX w.) metod badawczych pozwoliło wyjaśnić sprawę Hansa.

## Historia

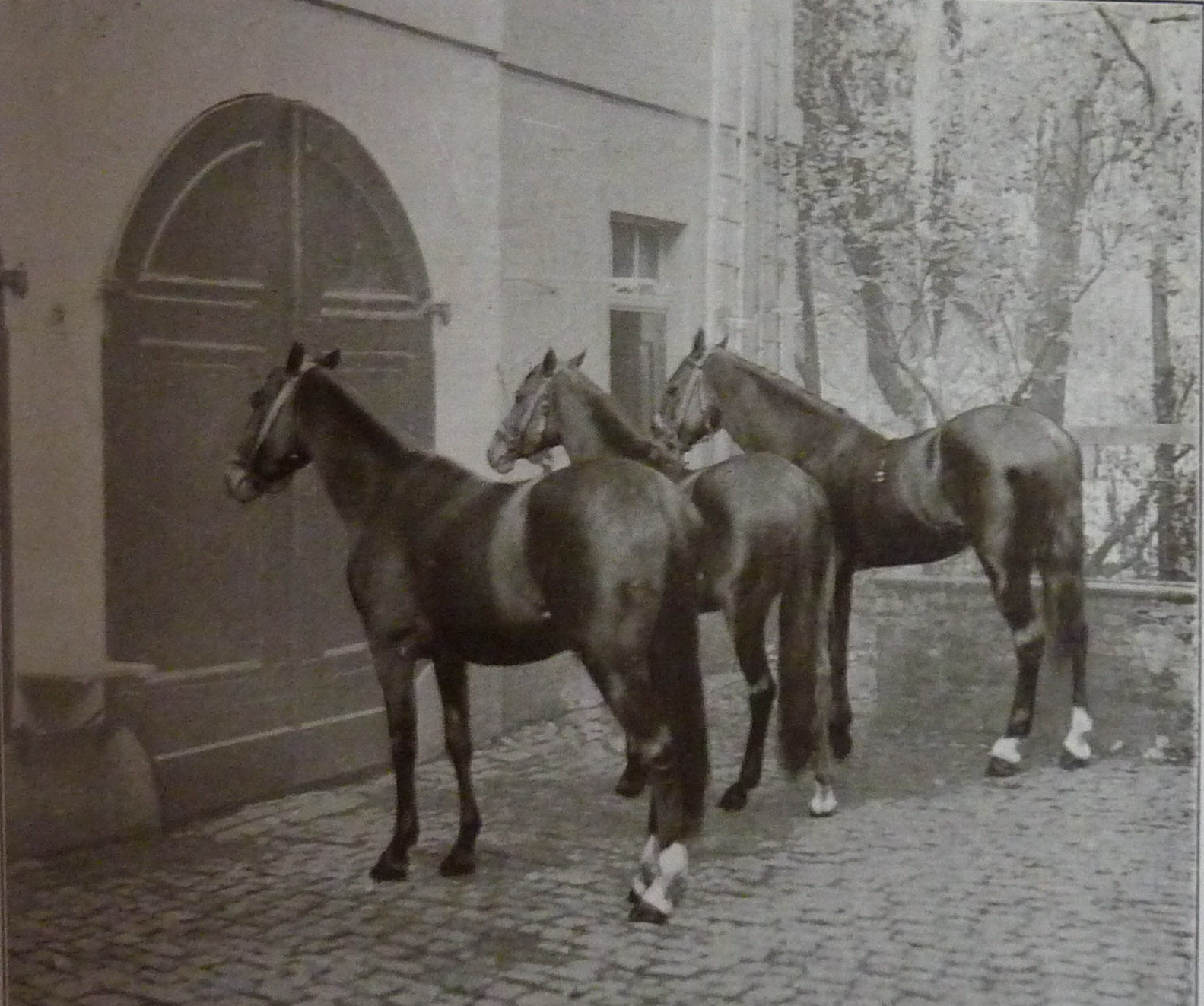
Zarif, Muhamed, Hans

Pochodzący z Kowalewa Pomorskiego berlińczyk Wilhelm von Osten starał się udowodnić, że zwierzęta są inteligentniejsze niż się zwykle uważa. Próbował uczyć konie porozumiewania się i matematyki, ale bez efektów. W 1900 r. kupił rosyjskiego ogiera imieniem Hans, który zdawał się być pojętnym uczniem. Wysiłkami von Ostena interesował się Karl Krall, przemysłowiec z Elberfeldu (obecnie Wuppertal). Później Krall sam zaczął prowadzić szkolenia koni. Kupił dwa ogiery arabskie – Muhamada i Zarifa, a Hansa otrzymał od von Ostena.
Von Osten nauczył konia specjalnego systemu porozumiewania przez stukanie kopytem, który służył mu do odpowiedzi na różnorodne pytania ludzi. Mądry Hans miał rzekomo: rozwiązywać proste zadania matematyczne, odróżniać akordy harmonijne od dysonansów, oznaczać bieżącą datę.
Duży rozgłos przyniosła Mądremu Hansowi lokalna prasa. Na jej łamach wybuchła także gorąca polemika między wierzącymi a niewierzącymi w zdolności konia.

### Pierwsza komisja
W roku 1904 powołano pierwszą komisję, która miała zbadać przypadek Mądrego Hansa, wyjaśnić zjawisko oraz wydać opinię o prawdziwości lub oszustwie. W jej skład wchodzili: profesorowie psychologii i fizjologii, dyrektor ogrodu zoologicznego, dyrektor cyrku, lekarz weterynarii i oficerowie kawalerii. Komisja nie potrafiła wykazać żadnych znamion fałszerstwa, ale powstrzymała się od wyjaśniania lub komentowania badanego zjawiska.

### Druga komisja
Z powodu niezadowalających wyników pierwszej komisji w 1907 r. zorganizowano drugą, w której składzie był berliński psycholog Oskar Pfungst. Przeprowadził wiele prób, po czym złożył zeń sprawozdanie. Zawarł w nim opinię, że koń nie tylko nie jest nadzwyczajnie inteligentny, ale także nie zna liczb i liter, a z tego, co mówią do niego ludzie, nie rozumie absolutnie nic.

## Eksperymenty von Ostena
Konie uczono w następujący sposób: ustawiano na stole pewną liczbę kręgli; trener, klęcząc obok zwierzęcia, głośno wymawiał ich liczbę i zmuszał konia do tylu uderzeń kopytem, ile było kręgli na stoliku. Później kręgle zastąpiono cyframi pisanymi kredą na tablicy.
|    | 1  | 2  | 3  | 4 | 5 | 6   |
| -- | -- | -- | -- | - | - | --- |
| 10 | e  | n  | r  | s | m | c   |
| 20 | a  | h  | l  | t | ä | ch  |
| 30 | i  | d  | g  | w | j | sch |
| 40 | o  | b  | f  | k | ö |     |
| 50 | u  | v  | z  | p | ü |     |
| 60 | ei | au | eu | x | q |     |

Ostatnim etapem było nauczenie konia posługiwania się alfabetem poprzez ułożoną do tego celu tablicę. W celu uzyskania odpowiedzi konia von Osten nauczył go specjalnie opracowanego sposobu uderzania kopytami w leżącą na podłodze deskę. Koń stukał najpierw lewym kopytem, co oznaczało jedności, a następnie prawym oznaczał dziesiątki (w jęz. niemieckim najpierw podaje się jedności, a potem dziesiątki).
Według von Ostena Hans nauczył się w ten sposób liczb, a następnie elementarnych działań matematycznych (dodawanie, odejmowanie, mnożenie, dzielenie – Krall rozszerzył później tę listę) oraz rozwiązywania zadań matematycznych. Dowodem tych zdolności miały być odpowiedzi konia na zadawane mu zadania pisane na tablicy lub głośno mówione.

## Naukowe wyjaśnienie zjawiska – Oskar Pfungst
Po przeprowadzeniu dokładnych badań, psycholog Oskar Pfungst dowiódł, że koń nie wykonuje żadnych z przypisywanych mu zadań umysłowych. Odpowiedzi zwierzęcia wynikają z jego obserwacji reakcji otaczających go ludzi. Pfungst odkrył wpływ niezamierzonych ludzkich wskazówek (mowa ciała) na zachowanie konia. Ktoś, kto znał rozwiązanie zadania i jednocześnie wiedział, ile razy koń ma stuknąć kopytem, zupełnie nieświadomie dawał znaki czy oczekiwane jest więcej stuknięć, czy nie.
Pfungst zastosował następujące metody weryfikacji domniemanych zdolności Hansa, a właściwie weryfikacji przypuszczenia o wpływie ludzi na zwierzę:
1. izolowanie konia od obserwatorów i osoby zadającej pytanie, aby nie mógł otrzymać żadnych wskazówek;
2. użycie innej osoby pytającej niż właściciel konia;
3. zakładanie klapek na oczy konia, aby uniemożliwić zwierzęciu obserwację pytającego;
4. prowadzenie zróżnicowanych prób, w których zadający pytania znał lub nie znał na nie odpowiedzi.

Po wielokrotnych próbach Pfungst odkrył, że:
- Koń może dawać poprawne odpowiedzi, nawet jeśli pytań nie zadaje von Osten.
- Hans potrafił podawać prawidłowe odpowiedzi tylko wtedy, gdy jednocześnie widział pytającego i pytający znał poprawną odpowiedź.
- Gdy koń widział zadającego pytanie, odsetek poprawnych odpowiedzi sięgał 89%, zaś gdy nie widział zadającego pytanie – odpowiadał poprawnie tylko na 6% pytań[1].